# Parafia Wniebowzięcia Najświętszej Maryi Panny w Lwówku Śląskim
Parafia pw. Wniebowzięcia Najświętszej Maryi Panny w Lwówku Śląskim – parafia rzymskokatolicka w dekanacie lwóweckim w diecezji legnickiej. Jej proboszczem jest ks. Krzysztof Kiełbowicz. Obsługiwana przez księży diecezjalnych. Erygowana w 1217.